# Saturday Sun
Saturday Sun è un singolo del cantautore australiano Vance Joy, pubblicato il 1º febbraio 2018 come quarto estratto dal secondo album in studio Nation of Two.

## Video musicale
Il video musicale, diretto dai Young Astronauts, è stato reso disponibile il 12 aprile 2018.

## Tracce
Testi e musiche di Vance Joy e Dave Bassett.
Download digitale
1. Saturday Sun – 3:26

Download digitale – Acoustic
1. Saturday Sun (Acoustic) – 2:41

Download digitale – Luca Schreiner Remix
1. Saturday Sun (Luca Schreiner Remix) – 3:04

Download digitale – Ryan Riback Remix
1. Saturday Sun (Ryan Riback Remix) – 3:07

## Formazione
Musicisti
- Vance Joy – voce, ukulele, chitarra acustica
- Edwin White – batteria, percussioni, tastiera
- Dave Bassett – basso elettrico, pianoforte, cori

Produzione
- Dave Bassett – produzione, ingegneria del suono
- Edwin White – co-produzione
- Dave Shiffman – ingegneria del suono
- Morgan Stratton – assistenza all'ingegneria del suono
- John Castle – missaggio
- Greg Calbi – mastering

## Classifiche
| Classifica (2018) | Posizione massima |
| ----------------- | ----------------- |
| Australia         | 47                |
| Belgio (Vallonia) | 89                |